# Reichsstraße 152
Die Reichsstraße 152 (R 152) war bis 1945 eine Staatsstraße des Deutschen Reichs, die vollständig in der damaligen preußischen Provinz Schlesien lag und von Freystadt (jetzt Kożuchów) südwestlich von Neusalz (jetzt Nowa Sól), wo sie von der Reichsstraße 99 abzweigte, auf der Trasse der heutigen polnischen DW 297 über Sprottau (jetzt Szprotawa), von dort für rund 4 Kilometer nach Osten auf der Trasse der heutigen Droga krajowa 12 (früher Reichsstraße 122), dann dem Lauf des Bober folgend weiter nach Süden der jetzigen DW 297 über Bunzlau (heute Bolesławiec; hier Kreuzung mit der Reichsstraße 115) und Löwenberg in Schlesien (heute Lwówek Śląski; hier Kreuzung mit der von Zittau kommenden damaligen Reichsstraße 155), von dort überwiegend heutigen Nebenstraßen am rechten Ufer des Bober folgend nach Hirschberg (heute Jelenia Góra) und weiter auf der Trasse der gegenwärtigen DW 367 über Schmiedeberg im Riesengebirge (heute Kowary) und Landeshut (heute Kamienna Góra) nach Waldenburg (heute Wałbrzych). In Waldenburg mündete die Reichsstraße 153 ein. Von dort folgte sie der heutigen Trasse der DW 381 über Bad Charlottenbrunn (Jedlina-Zdrój), wo die Reichsstraße 151 abzweigte und Neurode (jetzt Nowa Ruda) bis zu ihrem Ende an der damaligen Reichsstraße 116 in Glatz Kłodzko.
Ihre Gesamtlänge betrug rund 229 Kilometer.